# Uroš Radaković
Uroš Radaković, né le 31 mars 1994 à Belgrade en Yougoslavie, est un footballeur serbe qui évolue au poste de défenseur central au FC Nantes.

## Biographie

### Carrière en club
Uroš Radaković est formé à l'Étoile Rouge de Belgrade qui ne lui propose pas d'intégrer les seniors. En 2011, il rejoint alors le Proleter Novi Sad qui évolue en D2 serbe. Il est ensuite recruté à l'été 2012 par le Bologne FC, club de Serie A. En un an et demi, il ne dispute cependant que trois matchs de coupe et n'a jamais joué en championnat. Dès janvier 2014, il est prêté au Novare Calcio, club de deuxième division, pour lequel il a joué trois fois seulement en Serie B jusqu'à la fin de la saison 2013-2014. De retour à Bologne, fraîchement relégué en Serie B, il ne prend part à aucune rencontre de la saison 2014-2015. Uroš Radaković est prêté une deuxième fois en 2015-2016, cette fois au Sigma Olomouc, en République tchèque, pour une durée de deux saisons. Son équipe est reléguée la première année et remonte dans l'élite dès l'année suivante. Il s'engage définitivement avec le Sigma en juillet 2016.
Les dirigeants praguois le recrute définitivement en 2017. Ses bonnes prestations suscite l'intérêt du Sparta Prague qui le recrute en 2018. Le Sparta Prague réalise une saison 2018-2019 très décevante: trois entraîneurs se succèdent à la faveur des mauvais résultats aussi bien en championnat (3e place), qu'en coupe nationale (battu en demi-finale par le rival du Slavia) ou qu'en Ligue des champions (élimination en tour préliminaire). Il est prêté au FK Orenbourg (2019-2020), puis au FK Astana (2020) et au Wisła Cracovie (2021).
Libéré par le Sparta Prague, il retourne en Russie pour rejoindre Arsenal Toula à partir de juillet 2021. Une fois de plus, le club dans lequel il évolue est relégué. Uroš Radaković rejoint la Turquie, d'abord en signant au MKE Ankaragücü pour la saison 2022-2023, puis Sivasspor en 2023-2024.
Le 1er juillet 2025, Uroš Radaković signe un contrat de deux ans avec le FC Nantes.

### Carrière en sélection
Uroš Radaković passe par les sélections des -17 ans, -19 ans et espoirs serbes.

## Statistiques
| Saison                | Club                  | Championnat           | Championnat | Championnat | Coupe(s) nationale(s) | Coupe(s) nationale(s) | Compétition(s) continentale(s) | Compétition(s) continentale(s) | Compétition(s) continentale(s) | Total | Total |
| Saison                | Club                  | Division              | M.          | B.          | M.                    | B.                    | Comp.                          | M.                             | B.                             | M.    | B.    |
| 2011-2012             | Proleter Novi Sad     | 2                     | 17          | 0           | 2                     | 0                     | -                              | -                              | -                              | 19    | 0     |
| 2012-2013             | Bologne FC            | 1                     | 0           | 0           | 2                     | 0                     | -                              | -                              | -                              | 2     | 0     |
| 2013-2014             | Bologne FC            | 1                     | 0           | 0           | 1                     | 0                     | -                              | -                              | -                              | 1     | 0     |
| 2014-2015             | Bologne FC            | 2                     | 0           | 0           | 0                     | 0                     | -                              | -                              | -                              | 0     | 0     |
| Sous-total            | Sous-total            | Sous-total            | 0           | 0           | 3                     | 0                     | -                              | -                              | -                              | 3     | 0     |
| 2013-2014             | Novare Calcio (prêt)  | 2                     | 3           | 0           | 0                     | 0                     | -                              | -                              | -                              | 3     | 0     |
| 2015-2016             | Sigma Olomouc (prêt)  | 1                     | 27          | 0           | 3                     | 0                     | -                              | -                              | -                              | 30    | 0     |
| 2016-2017             | Sigma Olomouc (prêt)  | 2                     | 19          | 0           | 1                     | 0                     | -                              | -                              | -                              | 20    | 0     |
| 2017-2018             | Sigma Olomouc         | 1                     | 30          | 0           | 1                     | 0                     | -                              | -                              | -                              | 31    | 0     |
| Sous-total            | Sous-total            | Sous-total            | 76          | 0           | 5                     | 0                     | -                              | -                              | -                              | 81    | 0     |
| 2018-2019             | Sparta Prague         | 1                     | 25          | 1           | 3                     | 1                     | C3                             | 2                              | 0                              | 30    | 2     |
| 2019-2020             | Sparta Prague         | 1                     | 3           | 0           | 0                     | 0                     | C3                             | 1                              | 0                              | 4     | 0     |
| Sous-total            | Sous-total            | Sous-total            | 28          | 1           | 3                     | 1                     | -                              | 3                              | 0                              | 34    | 2     |
| 2019-2020             | FK Orenbourg (prêt)   | 1                     | 15          | 1           | 2                     | 0                     | -                              | -                              | -                              | 17    | 1     |
| 2020                  | FK Astana (prêt)      | 1                     | 12          | 0           | -                     | -                     | C1+C3                          | 1+1                            | 0+0                            | 14    | 0     |
| 2020-2021             | Wisła Cracovie (prêt) | 1                     | 6           | 1           | -                     | -                     | -                              | -                              | -                              | 6     | 1     |
| 2021-2022             | Arsenal Toula         | 1                     | 18          | 0           | 1                     | 0                     | -                              | -                              | -                              | 19    | 0     |
| 2022-2023             | MKE Ankaragücü        | 1                     | 22          | 1           | 2                     | 0                     | -                              | -                              | -                              | 24    | 1     |
| 2023-2024             | MKE Ankaragücü        | 1                     | 35          | 1           | 5                     | 1                     | -                              | -                              | -                              | 40    | 2     |
| Sous-total            | Sous-total            | Sous-total            | 57          | 2           | 7                     | 1                     | -                              | -                              | -                              | 64    | 3     |
| 2024-2025             | Sivasspor             | 1                     | 29          | 4           | 3                     | 0                     | -                              | -                              | -                              | 32    | 4     |
| Total sur la carrière | Total sur la carrière | Total sur la carrière | 261         | 9           | 26                    | 2                     | -                              | 5                              | 0                              | 292   | 11    |